# Barajul Hardap
Barajul Hardap este în apropierea orașului Mariental, Namibia. Reține apă în lacul cel mai mare din Namibia și este cunoscut ca fiind o sursă de pește pentru pescari și reprezintă un mediu de viață pentru pasările acvatice. Este o sursă pentru irigațiile agriculturii locale. A fost ridicat în anul 1963, pe când Namibia se afla sub stăpânire sud-africană.